# ETA: el final del silencio
ETA, el final del silencio es un programa de televisión español de género documental, producido por La Caña Brothers y Movistar+, emitido en el canal #0. Dirigido por Jon Sistiaga y Alfonso Cortés-Cavanillas, el programa se estrenó el 31 de octubre de 2019, con un primer capítulo largo de 90 minutos centrado en la visión actual del asesinato de Juan María Jáuregui, que fue presentado también como largometraje a los premios Goya y al Festival de San Sebastián.
Es una serie documental que sirve de homenaje a todas las víctimas de terrorismo de la banda ETA, que dejó 826 víctimas mortales desde el primer asesinato en 1968 hasta el anuncio del cese de la organización en 2018, a lo largo de «50 años de terror, miedo, dolor, treguas y negociaciones». Analiza el cambio político y social producido en la sociedad vasca a raíz del daño causado por la banda.
La crítica ha sido muy favorable a la realización de esta aproximación a la historia de la banda terrorista y al conflicto que la acción de esta supuso y supone para el País Vasco, llegándola a calificar como "un punzante recorrido por la sinrazón".

## Episodios

### 1. Zubiak
El 29 de julio del año 2000, la banda terrorista ETA asesinaba en Tolosa a Juan Mari Jáuregui, exgobernador Civil de Guipúzcoa. Diecinueve años después, Meixabel Lasa, viuda de Juan Mari, invita a comer a Ibon Etxezarreta, uno de los etarras que participó en el atentado de su marido y por el que cumple 43 años de condena. 'Zubiak', que significa 'Puentes' en euskera, habla de puentes rotos y de puentes tendidos. Además del encuentro entre Meixabel Lasa e Ibon Etxezarreta, otros protagonistas como María Jaúregui, Jesús Eguiguren, Xabier Iraola, Ignacio Latierro o Margarita Robles aportan su testimonio en este documental que simboliza los casi 50 años de terror, miedo, treguas, negociaciones y 826 muertes que han marcado la historia más reciente de nuestro país.

### 2. Extorsionados
La extorsión fue una de las fuentes de financiación de ETA durante cinco décadas, junto a los secuestros y los atracos. El 80% de sus finanzas provenían del cobro de estas extorsiones conocidas como “impuesto revolucionario”. La banda terrorista nunca dejó de acosar a miles de empresarios, comerciantes, abogados, cocineros, médicos y un largo etcétera: si pagabas, entrabas en el juego de financiar el terrorismo, si no lo hacías, te convertías junto a tu familia en objetivo de la banda mafiosa. ETA no detuvo este sistema ni siquiera durante las “treguas” que anunciaron. Algunos pagaron este “impuesto” con su propia vida. La extorsión de ETA deja unas cifras terribles: más de 40 empresarios y directivos asesinados, unos 100.000 extorsionados y más de 20 secuestros. Una investigación del Centro de Ética Aplicada de la Universidad de Deusto explica cómo este método permitió que ETA tuviera presupuestos anuales de millones de euros en los años 70 y 80, y de unos dos millones en los años 2000. Los extorsionados son las víctimas silenciadas, las grandes desconocidas. El programa cuenta con los testimonios de Juan Mari Atutxa, ex Consejero de Interior Gobierno Vasco, de Miguel Lazpiur, empresario extorsionado que siempre se negó a pagar, o de Jesús Mari Korta, empresario que decidió pagar tras ver morir a dos buenos amigos a manos de ETA.

### 3. Miguel Ángel
La mitad de los universitarios vascos no saben quién fue Miguel Ángel Blanco. ¿Es esa desmemoria buena o mala? ¿Desconocer nuestro pasado reciente es un síntoma de sanación, de buena salud social, o significa que se ha pasado página sin siquiera haber leído el relato? Las 48 horas que pasaron entre el secuestro y el asesinato de Miguel Ángel Blanco es uno de esos momentos en la historia de España que todos los que lo vivieron son capaces de recordar con claridad. ¿Dónde estábamos en aquellos días? ¿Cómo lo vivimos? Las Manos Blancas es un símbolo que nos acompañará siempre y que volveremos a utilizar contra cualquier tipo de barbaría terrorista. Este capítulo reconstruye aquellos dos días de conmoción, dos días que cambiaron este país, que nos hicieron más solidarios, que nos hicieron ver que dentro de una tragedia surgía un poderoso grito de “Basta ya”. Dos días que mostraron el hartazgo de una sociedad de gentes buenas y cansadas de tanta violencia inútil, pero sobre todo, 48 horas que enseñaron a ETA que sus días se acababan. La banda terrorista inició un declive agonizante donde los coletazos en forma de muertes y atentados eran ya un síntoma de debilidad y no de fortaleza. El entonces Ministro de Interior, Jaime Mayor Oreja, miembros de las Juventudes del PP de 1997, como Borja Semper o Iñaki Oyarzábal, periodistas que vivieron de cerda esas 48 horas, como Juan Pedro Valentín, o Imanol Rodríguez, uno de los ertzaintzas que se quitó el pasamontañas y se fundió en una abrazo con los ciudadanos que protestaban ante ellos, aportan sus testimonios a uno de los episodios más emotivos de “ETA, el final del silencio”.

### 4. Orígenes
Desde sus primeros pasos, ETA cometió actos bárbaros y errores logísticos que fueron vistos, tanto por la opinión pública como por el pueblo vasco, como acciones que debilitaban a la banda en lugar de reforzar su intransigencia. “Orígenes” repasa estas puertas que atravesó ETA a lo largo de su historia y que fue disminuyendo la cohesión de la banda hasta su disolución. Y al mismo tiempo, es un homenaje a aquellos hombres y mujeres que consiguieron acabar el mayor desafío que tuvo este país durante 40 años. En este episodio analizamos algunos de los primeros grandes errores de la banda, desde el primer asesinato del guardia civil José Pardines en 1968 hasta su primera víctima civil, Fermín Monasterio (1969), pasando por el asesinato de algunos militantes de ETA que disentían de las líneas más duras, como Pertur (1976), o el primer atentado que realizaron en democracia: el del empresario y político Javier Ybarra (1977).

### 5. Epílogo 1
Los dos episodios que forman “Epílogo” fijan su mirada en la lucha antiterrorista contra ETA durante los cincuenta años de su existencia. Durante los primeros veinte, puede decirse que las fuerzas y cuerpos de seguridad simplemente intentaban comprender el entramado etarra y se enfrentaban a sus bárbaros atentados y secuestros de uno en uno. ¿Cómo consiguieron entonces colapsar a la banda? En “Epílogo” entenderemos cómo Policía y Guardia Civil llevaron a cabo las tres operaciones policiales más importantes: Bidart, Sokoa y Santuario. Y por su parte, ETA cometió grandes errores estratégicos que ayudaron a encaminarles a su desaparición, entre ellos la kale borroka y la mala adaptación del mundo analógico al digital. Un capítulo en el que la socialización del sufrimiento nos ayudará a comprender lo sucedido durante los últimos años de la banda terrorista. En este episodio contamos con testimonios como el de José Moisés Pérez Cornejo, jefe superior de Policía, Valentín Díaz Blanco, coronel de la Guardia Civil, o Luis Calabor, fotógrafo que retrató muchos de los atentados de ETA en Euskadi. 

### 6. Epílogo 2
ETA fue derrotada policialmente. ETA no decidió dejar las armas y disolverse cuando la propia banda quiso. Lo hizo porque la Policía y la Guardia Civil la habían convertido en una organización zombi. Como dice uno de los comisarios de la lucha antiterrorista al que entrevistaremos en este capítulo, “ETA había dejado de ser una organización, para convertirse en una banda”. Las sucesivas caídas de dirigentes, cada vez más cortas en el tiempo, la profusión de infiltrados y confidentes que la habían horadado por dentro, aceleraron su final.Víctimas del atentado del Hipercor de Barcelona como José Vargas y Rosa María Peláez, familiares de víctimas del GAL como Pili, hermana de José Ignacio Zabala, Jesús Eguiguren, profesor universitario, jurista y político, o María San Gil, política, amiga y testigo del asesinato del diputado del Parlamento Vasco por el PP Gregorio Ordóñez, pondrán voz al largo pero firme camino que supuso el fin de la banda terrorista.

### 7. Terceras generaciones
Este episodio cuenta el relato del terrorismo en nuestro país desde el punto de vista de las víctimas más jóvenes, de las generaciones a las que la barbarie terrorista convirtió en afectados indirectos y a las que hizo pagar un alto precio por una situación y en nombre de un conflicto que, a la edad a la que les cambió trágicamente la vida, probablemente ni siquiera alcanzaban a comprender. Hijos de asesinados por ETA, hijos de víctimas del GAL e incluso hijos de militantes de la banda aportan su mirada, cuentan sus historias y hablan de su condición de víctimas, da alguna manera u otra, del conflicto armado. Sin tabúes, hablando entre ellos y poniendo a prueba la solidez de los puentes que los años han ido tendiendo en el País Vasco. El programa cuenta con los testimonios de Álex Moreno, hermano mellizo de Fabio Moreno, víctima mortal de ETA a los 5 años; Sandra Carrasco, hija de Isaías Carrasco, el último político asesinado por ETA; Josu Elespe, hijo de Froilan Elespe, primer concejal socialista asesinado por la banda; o Maider García, hija de Juan Carlos García Goena, víctima de los GAL.